# Õru kommun
Õru vald är en kommun i Estland.   Den ligger i landskapet Valgamaa, i den södra delen av landet, 180 km söder om huvudstaden Tallinn.
Följande samhällen finns i Õru vald:
- Õru
- Õruste